# Corso forzoso
Con corso forzoso, detto anche sistema a carta moneta inconvertibile, si intende un sistema monetario in cui vige la non convertibilità tra la moneta e l'equivalente in metallo prezioso (oro e argento, di solito), laddove esso è bilanciato sul valore dell'oro (sistema aureo).

## Definizione
Con il corso forzoso, il deficit statale viene finanziato emettendo moneta in misura superiore alle riserve di metallo prezioso possedute dalla banca centrale senza con questo procedere alla svalutazione della parità aurea. Fu utilizzato per la prima volta su larga scala durante la rivoluzione francese assieme al calmiere detto legge del maximum dal governo giacobino, onde stabilizzare i prezzi dei beni di prima necessità e finanziare le spese sociali e militari durante il Regime del Terrore. La Convenzione nazionale e il Comitato di salute pubblica imposero una moneta cartacea chiamata assegnato come valuta legale.
Nonostante l'inflazione, si riuscì a stabilizzare la valuta dopo pochi mesi, ma essa però poi crollò una volta che il governo termidoriano reintrodusse il libero mercato al posto del dirigismo. Tuttavia, il mercato infatti reagisce con una perdita di valore della moneta ad emissioni con una percentuale minima a riserva, soltanto per controvalori molto maggiori rispetto a quelli che sono sufficienti a indurre la svalutazione legale da parte delle autorità monetarie.
Il corso forzoso impone una certa moneta come unico mezzo legale di tutti i pagamenti, transazioni commerciali e finanziarie nell'ambito del territorio nazionale. Inoltre, comporta l'illegalità di clausole che obblighino al baratto e dei pagamenti effettuati in valute straniere, punibili con la reclusione (definizione iterativa). Altresì il commerciante o il fornitore di servizio è obbligato a ritenersi soddisfatto del pagamento effettuato con moneta a corso forzoso (definizione ricorsiva).

## Storia italiana
La decisione di imporre il corso forzoso venne presa in Italia nel 1866, alla vigilia della terza guerra d'indipendenza, in maniera non ufficiale quando la Banca Nazionale del Regno d'Italia venne obbligata a concedere al Tesoro un mutuo di 250 milioni di lire al tasso agevolato dell'1,5% in cambio del riconoscimento del corso forzoso per biglietti emessi dalla banca stessa (Regio decreto 2873 del 1º maggio 1866): "Dal giorno 2 maggio, e sino a nuova disposizione, la Banca nazionale suddetta è sciolta dall'obbligo del pagamento in danaro contante ed a vista de' suoi biglietti." (Art.2)
La convertibilità, prevista prima con la Legge 133 del 7 aprile 1881, poi attuata con il Regio decreto 1218 del 1º marzo 1883, con efficacia dal 12 aprile 1883, fu sospesa di fatto a partire dal 1887 e poi in via legislativa col Regio decreto 50 del 21 febbraio 1894. Dal 1902 e fino allo scoppio della prima guerra mondiale l'Italia aderì di fatto, cioè senza ulteriori passaggi legislativi, al gold standard. La parità aurea era stata fissata nel 1866, con l'adesione all'Unione monetaria latina: 31 lire per 9 grammi di oro fino.
Una parziale convertibilità lira-oro (cosiddetto gold exchange standard) fu ristabilita solo nel 1927 (R.D.L. 2325 del 21 dicembre 1927): "[...] è fatto obbligo alla Banca d'Italia di convertire, contro presentazione presso la sede centrale in Roma, i proprii biglietti, in oro o, a scelta della Banca, in divise su Paesi esteri nei quali sia vigente la convertibilità dei biglietti di banca in oro. La parità aurea è fissata in ragione di un peso di oro fino di grammi 7,919 per ogni cento lire italiane." (Art. 1);
"[...] la Banca d'Italia è obbligata a tenere una riserva in oro o in divise su paesi esteri nei quali abbia vigore la convertibilità dei biglietti di banca in oro, non inferiore al 40 per cento dell'ammontare dei suoi biglietti in circolazione e di ogni altro suo impegno a vista" (Art. 4).
In previsione della guerra d'Etiopia, l'obbligo di riserva venne sospeso "in via temporanea" con il R.D.L. 1293 del 21 luglio 1935.